# 水上寺
水上寺 （みなかみでら）は、群馬県利根郡みなかみ町にある真言宗智山派の寺院である。

## 歴史
成田山水上寺と号する。明治21年（1888年）に大本山成田山新勝寺から勧請された本尊･大日大聖不動明王坐像を本堂に祀っている。同年から仮宮に安置されていたが、昭和35年（1960年）、初代奉賛会会長の木村儀一ら多くの人々の協賛によって、現在の本堂が完成しており、以降はそちらに安置されている。この不動明王像は五穀豊穣、万民豊楽を請願して勧請されたもので、上総国成田よりお肩越しにて28日間をかけて上州水上の地まで運んで遷座されたといわれる。また、天保年間に新勝寺境内にあった一本の楠の御神木から敬刻されたものの内の一体であり、日本三体不動尊と呼ばれている。
開祖第一世は小豆畑照清和尚といい、宗教法人真言宗智山派水上寺として設立、開運厄除、交通安全、商売繁盛、家内安全など北関東随一の祈願寺として知られている。また、春例大祭、秋例大祭の時、カラオケ大会などを行ったり、平成20年（2008年）からは、本堂にて、みたまフェスティバルなどを開催したりして、地域住民をはじめ、観光客らも楽しめる、地域に根ざした開放的なお寺である。

## 寺宝
- 金剛界　胎蔵界両部曼荼羅
- 宝剣

## 年中行事
- 元朝護摩　正月元旦 午前12時より厳修
- 初詣期間 1月1日 - 20日まで
- 節分追儺式 2月3日 午後12時より厳修
- 春例大祭 5月5日 午後12時より 特別大護摩供厳修　午後1時より 釜鳴の法･光護摩　釜鳴の法･光護摩後、「投げ餅式」
- お盆供養会　8月25日 午後12時より厳修 特別大護摩供厳修　午後1時より 追難法要厳修
- 秋例大祭　10月第1日曜日　午後12時より 特別大護摩供厳修　午後1時より 釜鳴の法･光護摩　釜鳴の法･光護摩後、「投げ餅式」
- 大祓　12月18日 午後12時より厳修
- 除夜の鐘　12月31日 午前12時より厳修